# 奈良新聞
奈良新聞（ならしんぶん）は、株式会社奈良新聞社が発行している、奈良県の県域日刊新聞（地方紙）。

## 概要
奈良県の郷土紙として、県内ニュースを重点に報道している朝刊単独紙。第二次世界大戦直後の1946年に「大和タイムス」として創刊した。2016年（平成28年）10月26日で創刊70周年を迎えた。サンケイリビング新聞社と提携。
紙面情報をもらい、主婦層を対象とした無料タブロイド判生活情報紙「ならリビング」（34万6,650部）を第1金曜日に発行。産経新聞をはじめ朝日新聞、毎日新聞・読売新聞の全国紙4紙の朝刊に折り込み、配布している。
また、第3金曜日には「ならリビングクーポン」を発行。ならコープ12万世帯に宅配するほか、イオンなど主要ショッピングセンターに6万部を置き配している。「奈良県年鑑」「奈良県高校紹介」などを定期刊行しているほか書籍の発行事業も行っている。
現在、朝日新聞大阪本社の管轄にある朝日プリンテック堺工場（大阪府・堺市）に印刷を委託して行っている。同工場では、奈良県・大阪府泉州地域・和歌山県・三重県伊賀・東紀州向けの朝日新聞・日刊スポーツなども印刷している。

### 発行エリア
- 奈良県全域と、京都府木津川市、相楽郡の地域
- 奈良県内の近鉄の主要駅売店と大阪上本町駅売店
- 奈良県内のコンビニ全店

### 社是
毎月1日付朝刊1頁に掲載。
1. 郷土の歴史と伝統を尊重し、県民の利益と幸福の増進に尽くす。
2. 不偏不党の精神に立脚し、健全な地方政治と明るい地域社会の建設に努める。
3. 報道・言論の自由と、基本的人権を守り、公正な世論の啓発に努める。
4. 常に内外の情勢に反応し、郷土の産業開発と地域文化の発展に尽くす。

## 歴史

### 年表
- 1946年（昭和21年）10月 「大和タイムス」創刊。初代社長に今西丈司。
- 1947年11月 「奈良県年鑑」第1号発行。
- 1951年12月 株式会社に改組。自社印刷開始。
- 1952年11月 本社工場および本館全焼。天理時報社、朝日新聞大阪本社の協力で1日も休刊せず新聞発行を続けた。
- 1953年4月 本社新社屋完成。
- 1955年1月 田中治郎、2代目社長に就任。
- 1964年11月 広芝義賢、3代目社長に就任。
- 1965年9月 原田兵次郎副社長により「社是」制定。11月 広芝社長夫妻が、天皇主催の秋の園遊会に招かれる。
- 1969年2月 新工場完成し、高速輪転機の導入。
- 1972年1月 「政経懇話会」発足。第1回講師は福島慎太郎・共同通信社長。
- 1973年8月 共同通信社と正式契約し、受信を開始。
- 1974年6月 紙齢10000号を迎える。11月 京都新聞社、神戸新聞社の推薦で[要出典]、共同通信社に正式加盟。12月 高速度輪転機を増設し、16ページの一連印刷が可能となる。
- 1975年6月 題字を「大和タイムス」から「奈良新聞」と改題し、社名も奈良新聞社に。11月 生活情報誌「ならリビング」創刊。
- 1976年5月 広芝義賢、5代目社長に就任。
- 1977年4月 東京支社が日本プレスセンタービル内に移転。
- 1978年9月 奈良公園飛火野で、本社主催の第1回芝能開催。
- 1981年12月 本社主催で第1回奈良春日・大仏マラソン実施。
- 1982年4月 県立橿原体育館で本社主催の大相撲奈良場所興業。
- 1985年7月 「奈良新聞記事審議委員会」が発足。
- 1988年4月 カラー・オフセット輪転機を導入。7月 高円宮が「阪奈現代邦楽演奏会」に出席のため来県し、本社をご見学。
- 1989年（平成元年）8月 本社主催で第1回県民カラオケ歌謡大会を開催。
- 1990年1月 元旦号紙面が132ページで全国一。
- 1991年9月 本社主催で第1回奈良県シルバーカラオケ歌謡大会を開催。
- 1993年3月 代表取締役に渡辺忠夫就任。
- 1993年6月 取締役社主に西島欣志が就任し、慢性的な赤字体質の脱却を目指し、抜本的な改革を断行。7月 改革委員会発足。橿原支社の営業拠点化、生駒支社の廃止、東京支社移転、地ダネ主義の徹底など次々と営業部門強化に向けた大幅な体制改革を実施し経営改善[要出典]。
- 1994年4月 上場企業の県内支店と地元企業の交流目的に「なら21クラブ」発足。住友生命保険相互会社、野村証券、富国生命保険相互会社、明治安田生命保険相互会社、キリンビールマーケティング、ドコモCS関西、損害保険ジャパン日本興亜、三井住友海上火災保険、ヤマト運輸、日本生命保険相互会社、第一生命保険、帝産観光バス、大和ハウス工業、村本道路、東京海上日動火災保険の15社。
- 1994年6月 営業部門強化への体制改革により、3月期決算で3800万円の営業利益。これまでの赤字経営を脱却。
- 1994年9月 熟年世代の生きがいづくりと、地域の監視役として「奈良新聞シニアクラブ」発足。政治家の不祥事告発に成果[要出典]。
- 1995年3月 「怒りの固定資産税」連載、後に第2回坂田賞(海外研修)と、第38回日本ジャーナリスト会議奨励賞を受賞。5月 政治家の不祥事対応に「政治改革特別取材班」発足。12月 マルチメディア事業部を新設、奈良県初の総合情報をインターネット・ホームページで配信開始。
- 1996年5月 阪神・淡路大震災500日目に、西島社主が個人として現金3000万円を日赤兵庫県支部に寄付。
- 1996年11月 創刊50周年記念祝賀会に、高市早苗、滝実、前田武志、辻第一各衆院議員、吉田之久、服部三男雄各参院議員と、柿本善也知事ら政財界、文化人ら約1000人を招き開催。同時に地域に貢献した3氏に第1回奈良新聞文化賞を贈る。
- 1997年6月 経営改革が一段と進み、3月期決算で創業以来最高の22億7000万円の売上計上、営業利益は7700万円。
- 1998年2月 毎日新聞が本社厚生文化事業団の震災義援金報道。これを受けて会計の適正処理と、西島会長個人が被災地に3000万円寄付していたことを公表。世間に誤解を与えたとして西島が取締役を辞任、渡辺社長も代表取締役を辞任。代表取締役に甘利治夫。日本新聞協会(会長・小池唯夫毎日新聞社長)が本社を除名。
- 1998年6月 元電通幹部や社内から新たに取締役5氏が就任。代表取締役の渡辺忠夫は退任して関連会社取締役に。
- 1998年7月 東京支社を銀座に移転。
- 1998年10月 朝日新聞社、京都新聞社、共同通信社の推薦により日本新聞協会に再加盟。
- 1999年3月 西島社主が、日赤奈良県支部長の柿本善也知事を通じ、現金700万円を兵庫県災害対策本部に寄付。個人の寄付総額は3700万円。
- 1999年11月 甘利代表が、「天皇陛下即位10年記念京都茶会」に招かれる。
- 2000年1月 甘利代表が、皇居で行われた歌会始に招かれる。
- 2001年11月 甘利代表が、天皇主催の秋の園遊会に招かれる。
- 2002年4月 「県警問題」取材班が第9回坂田賞(海外研修)を受賞。
- 2002年7月 紙齢20000号記念式典。
- 2003年4月 本社が郵政公社総裁表彰、甘利代表が皇居で天皇に面会。
- 2003年10月 呼称変更に伴う機構改革で局制を廃止。
- 2004年1月 福井新聞社の協力で「拉致被害報道写真展」を開催。
- 2005年6月 鍵田忠兵衛・奈良市長の不祥事報道で議会が不信任決議。市長選で再出馬した鍵田落選。
- 2006年4月 創刊60周年キャンペーン広告（電通・西島知宏制作）で、TCC賞新人賞受賞。
- 2006年6月 創刊60周年を機に、自社印刷を終了し外注印刷に。題字を変更し女流書家の紫舟に、社章を電通にデザインを依頼[要出典][4][5]。紙面もカラー面を増やし、大幅に刷新。
- 2007年4月 創刊60周年年間キャンペーン広告で、電通の西島知宏制作の啓発広告がTCC賞(第3位)、後にOCC賞も獲得。
- 2007年6月 新取締役に西島知宏ら3氏就任。11月 一連のキャンペーン広告(西島知宏制作)で、日本アドバタイザーズ協会主催の第47回消費者のためになった広告コンクールで、全国第3位の地域広告賞を受賞。
- 2008年3月 奈良市法華寺町の土地2590平方メートルと、鉄骨4階と3階建て建物1900平方メートルを、本社新社屋として取得。7月 奈良市三条町から法華寺町の新社屋に本社を移転。祝賀会を奈良ロイヤルホテルで開催。
- 2009年8月 旧本社の解体整備終了、コインパーキングとして営業開始。
- 2010年7月 奈良日日新聞社と、広告営業等の一部業務を統合。12月 平城遷都1300年記念事業として、県内初のフルマラソンとなる第1回奈良マラソンが、奈良春日・大仏マラソンと合同で開かれ、全国から約1万8000人のランナーが参加。大会会長は荒井正吾奈良県知事、副会長に甘利治夫代表らが就任。
- 2011年9月 奈良市の山本清前議長の議長選買収工作をスクープ。山本が議員辞職した。10月 前田武志国土交通大臣と吉川政重、大西孝典、高市早苗、各衆院議員、前川清成参院議員、荒井正吾奈良県知事らを迎え、創刊65周年記念祝賀会を開催。野田佳彦首相から直筆の祝辞と色紙が届く[要出典]。
- 2012年10月 奈良新聞不動産株式会社設立。
- 2015年6月 県の「ならムジークフェスト」の一環として、中田ヤスタカ、きゃりーぱみゅぱみゅらを招き、橿原神宮で事業展開、来場者5000人を超える大盛況となった[要出典]。6月 奈良新聞不動産株式会社が、本社西側の土地1300平方メートルを取得し、乗用車40台分の駐車場が拡張された。9月 最終面にも「奈良新聞」の題字をつけ、共同通信配信の世界や全国のニュースを掲載したほか、県内ニュースを充実し、大胆な紙面改革を実施した[要出典]。
- 2016年6月 中南和支社が田原本町に新築した事務所で業務を開始。10月 高市早苗総務大臣と奥野信亮、馬渕澄夫各衆院議員、堀井巌、佐藤啓各参院議員、荒井正吾奈良県知事、福山正喜共同通信社長らを招き、創刊70周年記念祝賀会を開催。記念事業として全国の奈良ファンらの応募で、奈良の魅力を再発見し全国に発信するプロジェクト「奈良遺産70」(審査委員長は奈良県出身でロックバンド『TOKIO』リーダーの城島茂)を発表[要出典]。
- 2017年4月 人間国宝の北村昭斎をはじめ、奈良の伝統工芸作家の作品を一同に集めた「奈良工芸の粋展」を大乗院庭園文化館で開催。6月 新取締役に元キリンビール株式会社役員の鈴木健介。経営戦略室長に就任した鈴木が社内改革を進める。
- 2017年9月 奈良新聞不動産株式会社が、新たに本社西側の土地約1200平方メートルを取得し、さらに駐車場が拡張された。奈良新聞グループの土地合計は5146.27平方メートル（1556.7坪）。
- 2018年6月 12月に開催される第9回奈良マラソンのインターネットによるフルマラソンの申し込み受付は、わずか29分で定員に達し、人気の高さを示した[要出典]。
- 2018年6月 本社主催で「皇室ゆかりの地を撮る！フォトコンテスト」を実施。入賞作品を東京駅や大阪・あべのハルカス、県内百貨店などで巡回展示。
- 2018年10月 奈良新聞不動産株式会社が、新たに駐車場用地として本社西側の土地約616.99平方メートルを取得。奈良新聞グループの土地合計は5763.26平方メートル（1743.3坪）。
- 2019年
  - 3月 甘利代表が「天皇陛下即位30年記念京都茶会」に招かれる。4月 奈良日日新聞と紙面統合[注 2]。同年（令和元年）5月1日に「令和新元号特集」を50頁規模で発行。皇室発祥の地にふさわしい情報を満載し、県民に届けた[要出典]。7月 定期株主総会並びに取締役会において、代表取締役社長に田中篤則就任。9月、日本新聞協会が制定する新聞休刊日（原則月1回・日曜日）とは別に、働き方改革の日本国政府の政策に基づき、第4土曜日を自主休刊日（その翌日の日曜日朝刊を休刊）とすることを発表した[6]。
  - 5月 1日に「令和新元号特集」を50頁規模で発行。皇室発祥の地にふさわしい情報を満載し、県民に届けた。 奈良日日新聞社と業務統合、県内の地方紙を一本化。
  - 6月 12月に開催する10回記念の奈良マラソンのインターネットによるフルマラソンの申し込みは、わずか40分で一般枠の定員9,000人に達した。新たな広告営業部門として企画推進部を新設。
  - 7月 定期株主総会並びに取締役会において、代表取締役社長に田中篤則就任。
  - 10月 第24回奈良新聞文化賞で、映像作家の保山耕一とNPO法人「ならスポーツクラブ」理事長の北良夫を表彰。
  - 11月 田中篤則社長が、新天皇陛下の即位記念の京都茶会に招かれた。
  - 12月 実行委員を務める奈良マラソンが10周年を迎え、記念祝賀会「感謝の集い」を奈良ロイヤルホテルで開く。
- 2020年
  - 1月 関連企業三社（奈良新聞印刷・奈良新聞企画・奈良新聞コミュニケーションズ）が、奈良新聞社と業務統合。
  - 2月 大相撲初場所で県出身力士として98年ぶりに優勝した徳勝龍関が来社。
  - 7月 SNS「note」にて【Social new media contents NARA NEWS PAPER】記事配信開始。
  - 11月 第25回奈良新聞文化賞で、奈良大学教授の渡辺晃宏と奈良大文字保存会を表彰。
  - 12月 奈良新聞社が制作委員を務める、映画「天外者」が全国上映。
- 2021年
  - 1月 ラグビーの第57回全国大学選手権大会で初優勝した天理大学ラグビー部の小松節夫監督らが来社。
  - 4月 東京五輪の聖火リレーが県内で行われ、スタート会場や沿道など各地に記者を配置して取材、2日間にわたり1面、社会面、運動面で詳しく報道。
  - 4月 全社で組織改編。課を廃止し、ユニット制導入。販売部とリビング編集室を編集部に組み込み、出版課は企画部に移動。編集部は政治・社会、経済、歴史・文化、教育、運動、生活、遊軍、整理、マーケティング（販売）の9ユニット体制となる。
  - 5月 5月28日付で別刷り38頁特集『奈良を元気に！「今、私たちができること」』を発行。
  - 6月 6月18日、22日付で県内のコロナワクチン接種情報と同時に企業・団体から医療従事者へ向けた感謝とエールを掲載。
  - 8月 奈良マラソンが2年ぶりに開催されるにあたって、ランナー募集を開始。県民枠2,000は34分で、また、一般枠6,000人についても2時間3分で定員に達し、奈良マラソンの人気の高さを示した。
  - 9月 「Googleニュースショーケース」に参加。Googleに記事配信をスタート。
  - 10月 創刊記念式を本社で開催。
  - 11月 第26回奈良新聞文化賞受賞式を本社で開催。木下正史・東京学芸大学名誉教授、小松節夫・天理大学ラグビー部監督、郷土史家の大槻旭彦さんを表彰。
  - 11月 奈良新聞デジタル（Web）課金サービス開始。
  - 12月 奈良マラソン、2年ぶりにフルマラソンを開催。約8,000人のランナーが全国から集まり、冬の奈良を駆け抜けた。
- 2022年
  - 3月 「奈良工芸の粋」展が開催。第6回を迎えた今回も多くの来場者が奈良工芸の「今」を感じられる作品を鑑賞。チャリティーオークションも行われ、売上の一部を赤い羽根共同募金に寄付。
  - 4月 紙面の年表記を元号から西暦に切り替え。
  - 4月 ガストロノミーツーリズムin奈良に向けて別刷り特集を3日間にわたり発行。
  - 6月 定額課金制サービス「奈良新聞デジタル会員限定コンテンツ」を「GOOD INNVATION LAB（グッドイノベーションラボ）」と名称を変更し、新たなオンラインコンテンツサービスを開始。
  - 7月 第11期奈良新聞記事審議委員会の第1回審議会を開催。
  - 7月 安倍晋三銃撃事件で、容疑者取り押さえの瞬間を捉えた藤井博信カメラマンの写真が共同通信を通じてニューヨーク・タイムズに掲載される。
  - 8月 ならリビングフェスタ、奈良県コンベンションセンターで初開催。「KID’S&ガールズクラフトFESTA ! 2022」が行われ、県内外から900人の来場。
  - 10月 創刊記念式を本社で開催。
  - 11月 Yahoo!ニュースへの記事提供を開始。
  - 11月 第27回奈良新聞文化賞受賞式を本社で開催。今津節生・奈良大学学長、更谷慈禧・前十津川村長、11代目森野藤助さんを表彰。
  - 11月 第11期奈良新聞記事審議委員会の第2回会合を開催。
  - 11月 安倍晋三銃撃事件で、藤井博信カメラマンが関西写真記者協会協会賞を受賞。
- 2023年
  - 6月1日付の朝刊の社告で、月極め購読料を7月1日より3,500円に値上げすると発表した[7]。

### 社史・記念誌
奈良新聞社では、以下の4冊を発行している（2018年9月時点）。
- 奈良新聞四十年社史（奈良新聞四十年社史刊行委員会 編）1986年10月発行、378ページ。
- 奈良新聞五十年史（奈良新聞五十年史刊行委員会 編）1996年10月発行、394ページ。
- 奈良新聞社六十年史（奈良新聞社六十年史刊行委員会 編）2006年10月発行、390ページ。
- 奈良新聞社七十年史（奈良新聞社七十年史刊行委員会 編）2016年10月発行、346ページ。

## 事業所
- 本社
  - 奈良県奈良市法華寺町2番地4 郵便番号630-8686
- 支社
  - 中南和支社 奈良県磯城郡田原本町阪手685番1
  - 東京支社 東京都中央区銀座八丁目12番3号 SRビル6階
  - 大阪支社 大阪府大阪市中央区難波二丁目3番11号 ナンバ八千代ビル9階

## 紙面構成
基本12頁建て。概ね巻頭は県内のニュースを中心とした構成で、1-3頁は主に県内のニュースを中心とした社会面、4頁は地方版「地域総合面」とラジオ番組表、5頁はテレビ（地デジ・BS）番組表、6・7頁は広告・または企画特集。
巻末は全国ニュースが中心で8・9頁はスポーツ、10頁は生活面、11頁は経済面（株式市況は平均株価、円相場の終値、奈良県内の野菜・青果・家畜・花きの市場のみを収録しており、個別銘柄の一覧は未収録）、12頁は主に全国のニュース（国内・国際）が掲載されている。
4コマ漫画はあしはらたいじの『のち晴れッ』が連載されている。

## 番組表

### テレビ面
- フルサイズ - NHK総合、NHK Eテレ、MBSテレビ、ABCテレビ、カンテレ、読売テレビ
- ハーフサイズ - 奈良テレビ
- 4分の1サイズ - 京都テレビ、テレビ大阪
- 3分の1サイズ - NHK BS、BSP4K、BS日テレ、BS朝日、BS-TBS、BSテレ東、BSフジ、WOWOWプライム、WOWOWライブ、WOWOWシネマ、BS11 イレブン（地上波テレビの下に掲載）
  - 地上デジタル放送のチャンネルは掲載しているが、衛星デジタル放送はNHKの2チャンネル以外は地デジ完全移行前は割愛されていたがレイアウト変更により掲載されるようになった。テレビ大阪（奈良市など一部地域で直接受信、またはケーブルテレビ[8]で受信可能）はこれ以前にもかつては掲載されていたものと思われるが、地上波の完全デジタル化に伴い2011年7月24日以後のレイアウト変更後掲載を再開した。

### ラジオ面
- NHK FM、FM大阪、FM802、NHK第1、NHK第2、ABCラジオ、MBS エムラジ、ラジオ大阪、KBS京都、ラジオ関西

### 備考
- テレビ面は2006年5月末まで最終面に掲載されていたが、翌6月1日付から、題字変更に伴う紙面刷新により、中面（一時期、日によって最終頁に掲載したことがあった）に掲載されている。現在は地デジ・BSテレビと、地域総合面（地方版）に掲載されているラジオ面との見開き形式で収録されている。
- NHKの地上波番組表のうち、県域放送が行われている総合テレビと、FM放送は奈良局のもの、他は大阪局のものである（ただし局名カットにある電話番号は総合・Eテレとも奈良局のではなく、大阪局のものを収録している）。
- スカパー!・ケーブルテレビ（専門チャンネル）、コミュニティFMの番組表は収録されていない。